# Swertia franchetiana
Swertia franchetiana är en gentianaväxtart som beskrevs av H. Smith. Swertia franchetiana ingår i släktet Swertia och familjen gentianaväxter. Inga underarter finns listade i Catalogue of Life.